# مطار نورمبرغ
مطار نورمبرغ (بالألمانية: Albrecht Dürer Flughafen Nürnberg) (إياتا: NUE، إيكاو: EDDN)هو مطار دولي لمنطقة نورمبرغ وثاني أكثر المطارات ازدحاما في بافاريا.

## شركات الطيران والوجهات
تقدم شركات الطيران التالية رحلات منتظمة وموسمية وعارضة إلى مطار نورمبرغ:
| شركـات طيـران                   | الوجهات |
| ------------------------------- | --- |
| طيران إيجيان                    | موسمي: مطار أثينا الدولي، Thessaloniki |
| إير كايرو                       | موسمي: مطار الغردقة الدولي |
| الخطوط الجوية الفرنسية          | مطار باريس شارل ديغول |
| طيران صربيا                     | مطار نيكولا تسلا في بلغراد |
| الخطوط الجوية النمساوية         | مطار فيينا الدولي |
| الخطوط الجوية البريطانية        | مطار لندن هيثرو |
| كوندور للطيران                  | موسمي: مطار الغردقة الدولي (تستأنف 29 أكتوبر 2023)، مطار ميورقة |
| Corendon Airlines               | مطار أنطاليا، Fuerteventura، مطار غران كناريا، مطار الغردقة الدولي، Lanzarote، مطار ميورقة، مطار تينيريفي الجنوبي موسمي: مطار أضنة شاكرباشا، مطار إيسنبوغا الدولي، مطار ميلاس بودروم، Corfu، مطار دالامان، Heraklion، مطار عدنان مندريس، Kayseri، Kos، مطار لارنكا الدولي، مطار مرسى علم الدولي، Rhodes |
| Dan Air                         | Brașov (تبدأ في 15 يونيو 2023)، مطار هنري كواندا الدولي |
| يورو وينجز                      | مطار ميورقة موسمي: Fuerteventura (تستأنف 3 نوفمبر 2023)، مطار غران كناريا (تستأنف 29 أكتوبر 2023)، مطار الغردقة الدولي (تستأنف 2 نوفمبر 2023) |
| Freebird Airlines               | موسمي: مطار أنطاليا |
| GP Aviation                     | عارض: مطار بريشتينا الدولي |
| الخطوط الجوية الملكية الهولندية | مطار سخيبول أمستردام |
| لوفتهانزا                       | مطار فرانكفورت |
| Marabu                          | موسمي: Heraklion |
| Mavi Gök Airlines               | موسمي عارض: مطار أنطاليا |
| خطوط بيغاسوس                    | مطار صبيحة كوكجن الدولي موسمي: مطار أنطاليا، مطار عدنان مندريس |
| رايان إير                       | مطار أليكانتي، Banja Luka، مطار بولونيا، مطار بودابست فرانز ليست الدولي، مطار دبلن الدولي، مطار فارو، مطار كريستيانو رونالدو، مطار كراكوف، مطار لندن ستانستد، مطار مالقة الدولي، مطار نابولي، مطار ميورقة، مطار صوفيا، Thessaloniki، مطار بلنسية، مطار البندقية ماركو بولو، مطار فيلنيوس موسمي: Bari، Cagliari، Chania، Corfu، مطار جرندة كوستا برافا، مطار إيبيزا، Lamezia Terme، مطار باليرمو الدولي، Ponta Delgada، مطار بورتو الدولي، مطار إشبيلية، مطار تينيريفي الجنوبي، مطار زادار |
| SmartLynx Airlines              | موسمي عارض: مطار النفيضة الحمامات الدولي، Fuerteventura، مطار غران كناريا، Heraklion، مطار الغردقة الدولي، Kos، Rhodes |
| Southwind Airlines              | موسمي عارض: مطار أنطاليا |
| صن إكسبريس                      | مطار أنطاليا موسمي: مطار عدنان مندريس |
| الخطوط الجوية الدولية السويسرية | مطار زيورخ الدولي |
| Tailwind Airlines               | موسمي عارض: مطار أنطاليا |
| الخطوط الجوية التركية           | مطار إسطنبول الدولي |
| خطوط فيولينغ الجوية             | مطار برشلونة الدولي |
| ويز للطيران                     | مطار هنري كواندا الدولي، مطار كلوج نابوكا الدولي، مطار سيبيو الدولي، مطار سكوبية الدولي، مطار تيرانا الدولي، Tuzla، Varna |

## الإحصائيات
شاهد source Wikidata query and sources.
| السنة | الركاب    | عدد الطائرات | البضائع (طن متري) |
| ----- | --------- | ------------ | ----------------- |
| 2022  | 3.272.138 | 48.216       | 5.583             |
| 2021  | 1,063,153 | 33,094       | 7,943             |
| 2020  | 916,963   | 30,056       | 6,888             |
| 2019  | 4,111,689 | 61,456       | 7,181             |
| 2018  | 4,466,864 | 66,074       | 8,337             |
| 2017  | 4,186,962 | 64,111       | 8,124             |
| 2016  | 3,484,825 | 59,602       | 7,372             |
| 2015  | 3,381,681 | 60,117       | 7,859             |
| 2014  | 3,257,348 | 61,257       | 8,806             |
| 2013  | 3,309,629 | 62,639       | 9,959             |
| 2012  | 3,597,136 | 64,375       | 9,974             |
| 2011  | 3,962,617 | 67,717       | 10,445            |
| 2010  | 4,068,799 | 70,779       | 9,683             |
| 2009  | 3,965,743 | 71,217       | 10,611            |
| 2008  | 4,269,606 | 76,767       | 12,992            |
| 2007  | 4,238,275 | 81,025       | 15,084            |
| 2006  | 3,961,458 | 78,104       | 14,359            |
| 2005  | 3,843,710 | 76,119       | 12,034            |
| 2004  | 3,648,580 | 71,818       | 13,342            |
| 2003  | 3,290,299 | 73,241       | 12,996            |
| 2002  | 3,208,287 | 77,857       | 16,177            |
| 2001  | 3,195,818 | 83,807       | 18,227            |
| 2000  | 3,149,881 | 86,704       | 58,961            |
| 1999  | 2,779,412 | 83,728       | 19,344            |
| 1998  | 2,518,028 | 84,041       | 35,501            |
| 1997  | 2,418,338 | 82,984       | 88,886            |
| 1996  | 2,225,005 | 78,836       | 45,364            |
| 1995  | 2,250,694 | 79,424       | 40,234            |
| 1994  | 1,880,151 | 75,162       | 29,171            |
| 1993  | 1,821,027 | 74,485       | 18,552            |
| 1992  | 1,667,810 | 77,363       | 10,911            |
| 1991  | 1,427,230 | 75,327       | 10,588            |